# Tarawera
Tarawera to największe jezioro z grupy jezior otaczających wulkan Tarawera na Wyspie Północnej w Nowej Zelandii. Położone jest 18 km na wschód od jeziora Rotorua i 5 km na zachód od góry Tarawera.
Jezioro ma powierzchnię 41 km². Jest jeziorem oligotroficznym, o znacznej czystości i przejrzystości wody. Wypływa z niego rzeka Tarawera.